# Alepes apercna
Alepes apercna es una especie de peces de la familia Carangidae en el orden de los Perciformes.

## Morfología
• Los machos pueden llegar alcanzar los 29,5 cm de longitud total.

## Distribución geográfica
Es un endemismo del norte de Australia (en Australia Occidental hasta Queensland ).